# Pteris sinensis
Pteris sinensis är en kantbräkenväxtart som beskrevs av Ren-Chang Ching. Pteris sinensis ingår i släktet Pteris och familjen Pteridaceae. Inga underarter finns listade.